# Nikola Hribar
Nikola Hribar (Velika Gorica, 6. prosinca 1867. – Zagreb, 1957.), graditelj. 
Djelovao je u Velikoj Gorici početkom 20. stoljeća. Radio je projekte i vodio izgradnju zgrada. Po struci je bio građevni mjernik, a po zanimanju poduzetnik. Srednju školu završio je u Zagrebu i Ljubljani, a građevinu je studirao u Grazu i Beču. Od oca Janka Hribara preuzeo je graditeljsku djelatnost za Plemenitu općinu turopoljsku, te se od devedesetih godina 19. stoljeća javlja na svim važnijim gradnjama na tom području. 
U Velikoj Gorici vodio je građevinske radove na zgradi Kotarske oblasti (1891.), Kotarskog suda (1894. – 95), javne bolnice (1895.), Prve hrvatske štedionice (1906. – 07), kapele sv. Lovre (1907.), Sokolane (1930.) te Vatrogasnog doma. Uz privatne kuće, izgradio je niz pučkih škola u Turopolju, u selima Dragonožec, Donja Lomnica, Mraclin, Novo Čiče, Velika Mlaka, Šćitarjevo, te selima Stupnik i Stenjevec. Također je sagradio brojne kapele (Kušanec, Mraclin, Novo Čiče i Šiljakovina, itd.), te niz mostova od armiranog betona.
Hribar je bio i projektant. U sklopu uređenja Trga Petra Krešimira IV u Velikoj Gorici, projektirao je zgradu Turopoljske gostione i sajmišne stražarnice (1903.). Najvažnija djela su mu kuće Kotarskog predstojnika i Turopoljskog nadšumara (obje 1903.), obje u duhu kasnog historicizma, dok vlastita kuća koju je sagradio u istom razdoblju ima elemente secesije.
Osim profesionalnog života u arhitekturi, Hribar je bio izuzetno angažiran na društvenom planu. Bio je osnivač Vatrogasnog društva u Velikoj Gorici te njegov predsjednik 30 godina. U istom mjestu sagradio je prve sportske objekte, Sokolski dom i tenisko igralište. Za vrijeme Prvog svjetskog rata posjedovao je pučku kuhinju. Bio je dioničar i nadzornik prometa konjskog tramvaja u Velikoj Gorici. Godine 1931. izabran je za zastupnika Narodne skupštine Kraljevine Jugoslavije za velikogorički kotar. Svoju je veliku imovinu pred kraj života prodao i novac uložio u banku, ali je tijekom Drugog svjetskog rata bankrotirao. Umro je u siromaštvu, na Kaptolu u Zagrebu.